# Uncanny Valley
Uncanny Valley (literalment Vall Inquietant) és un grup de música, de composició de cançons i producció de lletres originals australià que fan servir la Intel·ligència artificial i va ser creat pel cantant, actor i home de negocis australià Charlton Hill i pel productor musical/compositor i tecnòleg australià Justin Shave (més conegut simplement com Shave). El projecte va iniciar a l'any 2010. Van representar a Austràlia en l'edició inaugural del Festival de la Cançó d'IE de 2020 i van guanyar amb 19,8 punts (10 punts del jurat i 9.8 del públic). Hi prendran part del jurat de l'edició de 2021.

## Membres i col·laboradors
Aquest grup consta d'en Charlton Hill i Justin Shave, que tenen la col·laboració de la Caroline Pegram, directora d'Innovació i Estratègia, del doctor Brenan Wright, un investigador científic de dades, enginyer d'aprenentatge automàtic, d'en Matt Perrot, un director d'àudio i dissenyador principal de so, en David Barber, un compositor i orquestrador i en Tyler Burrows, un compositor i programador.
- Charlton Hill (co-fundador)
- Justin Shave (co-fundador)
- Caroline Pegram (col·laboradora)
- Dr.Brendan Wright (col·laborador)
- Matt Perrot (col·laborador)
- David Barber (col·laborador)
- Tyler Burrows (col·laborador)